# Ивайло Аспарухов
Ивайло Аспарухов е български театрален, филмов, телевизионен и озвучаващ актьор.

## Биография

### Ранен живот и образование
Ивайло Аспарухов е роден през 1979 г. в гр. Перник. Завършва средното си образование в техникум по икономика град Перник, като икономист-счетоводител. През 2004 г. завършва актьорско майсторство в Театрален колеж „Любен Гройс“ в класа на професор Елена Баева и асистенти Биляна Петринска и Роберт Янакиев.

### Актьорска кариера
След завършването си е поканен на щат в Драматично-куклен театър „Васил Друмев“ град Шумен, където играе два сезона. Работи, като актьор на свободна практика. Участва в представлението на Драматичен театър „Боян Дановски“ „Вляво от асансьора“.
Първите му участия в киното са в късометражния филм на Тимо Калеви Пуко „Големите надежди“ (2004), филма Легенда за белия глиган (2004), „Дон Ньоки“ (2004) с режисьор Чинция Торини. През 2010 г. се снима във филма „Номер 1000“ на който е един от сценаристите. Известен е и с ролите си в „Шменти капели-Легендата“, „Секс, лъжи и телевизия-8 дни в седмицата“, „Стъклен дом“, „Под прикритие“. Снима се в турския сериал на режисьора Сердар Акар Atlilar-Ilk rüya / „Конници“ (2012) – в ролята на Пойраз. През 2013 г. участва във филма на Габе Ибанес "Autómata" „Живи машини“.
Изпълнява централни роли във филмите „Дякон Левски“ (2015) и „На педя от земята“ (2016).

## Филмография
- 2017 г. – „Смартфонът беглец“, реж: Максим Генчев
- 2016 г. – „На педя от земята“ – Рижият, реж: Максим Генчев
- 2015 г. – „Дякон Левски“ – Али Аслан, реж: Максим Генчев
- 2013 – 2014 г. – „Sex, лъжи & TV: 8 дни в седмицата“ – Божидар, реж: Димитър Димитров и Станислав Тодоров-Роги (тв сериал)
- 2013 – 2014 г. – „Шменти капели: Легендата“ – (15 серии) – Лазар, реж: Владислав Карамфилов (тв сериал)
- 2013 г. – „Живи машини“ – puppeteer, Director: Gabe Ibáñez (post-production)
- 2013 г. – Fatal Sin: Kill Me If You Want – Ник, реж: Георги Врабчев (препродукция)
- 2012 г. – „Дървото на живота“ – Търговец на оръжие, реж: Тодор Чапкънов (тв сериал, 1-ви сезон, еп. 4)
- 2012 г. – ATLILAR-İlk Rüya – Пойраз, реж: Сердар Акар (на турски език) (тв сериал)
- 2012 г. – „Интервюто“ – Крум
- 2012 г. – „Значителните други“ – Калоян, реж: Деян Барарев
- 2012 г. – „Моето момче“ – Иво Аспарухов (бащата на Боби), реж: Николета Габровска
- 2012 г. – „Номер 1000“ – Спиридон/ Ивар, реж: Людмил Лазаров
- 2011 г. – „Инфинито“ – реж. Михаела Комитова
- 2011 г. – „Под прикритие“ – клиент на дрога, реж. Виктор Божинов, (тв сериал, 1-ви сезон, еп. 5)
- 2011 г. – „Стъклен дом“ – сервитьор, реж. Зоран Петровски (тв сериал, 2-ри сезон, еп. 14)
- 2004 г. – „Легенда за белия глиган“ – Бодигард, режисьор Ивайло Джамбазов

## ОДТ „Боян Дановски“ – Перник
- 2025 г. - "Прозорец към изгрева" в ролята на Поета, по стихове на пернишки поети [4]
- 2015 г. – „Вляво от асансьора“ в ролята на Жан Ив, автор: Жерар Лозие, постановка: Васко Чушев, Сценография: Стоян Чифлички-Танани

## Театър „АЯ“-София
- 2015 г. – „Приказка за обърнатата река“ – куклен спектакъл, режисьор Антоанета Палазова
- 2015 г. – „Кой разсърди Баба Марта“ – куклен спектакъл, режисьор Антоанета Палазова
- 2015 г. – „Нежна импресия“ – поетичен спектакъл
- 2014 г. – „Житената питка“ – куклен спектакъл, режисьор Антоанета Палазова

## ДТ „Рачо Стоянов“ гр. Габрово
- „Остап Бендер – Великият комбинатор“ по романа на Илф и Петров „Златният телец“, Драматизация Юрий Дачев; режисьор Невена Митева
- „Златното руно“ – Орфей / Евфем, автор Радой Ралин; режисьор Димо Димов

## ДКТ „Васил Друмев“ гр. Шумен
- „Пепеляшка“ – Добринко; бащата на Пепеляшка; Принцът, автор Леонард Капон; режисьор Тодор Боянов
- „Безумният Журден“ – Маркиз Дорант, автор Михаил Булгаков; режисьор Елена Баева
- „Умник над умници, юнак над юнаци“ – Недоволния брат, автор и режисьор Юрий Дачев
- „Kриворазбраната цивилизация“ – Селянин, автор Добри Войников; режисьор Димитър Шарков

## Театрален Колеж „Любен Гройс“ гр. София
- „Войцек“ – Барабанчик, автор Бюхнер, режисьор Валери Пърликов
- „Идиот“ – Княз Лев Николаевич Мишкин, автор Ф. M. Достоевски, режисьор Елена Баева